# 富谢尔 (约讷省)
富谢尔（法語：Fouchères，法語發音：[fuʃɛʁ]）是法国勃艮第-弗朗什-孔泰大区约讷省的一个市镇，位于该省西北部，属于桑斯区。

## 地理
富谢尔（48°10'5"N, 3°8'22"E）面积14.72 平方千米，位于法国勃艮第-弗朗什-孔泰大區约讷省，该省份为法国中北部内陆省份，西接卢瓦雷省，西北接塞纳-马恩省，南至涅夫勒省，东临科多尔省，东北与奥布省接壤。
与富谢尔接壤的市镇（或旧市镇、城区）包括：维勒布吉、栋达格尔新城、圣瓦莱里安、叙布利尼、维勒鲁瓦。

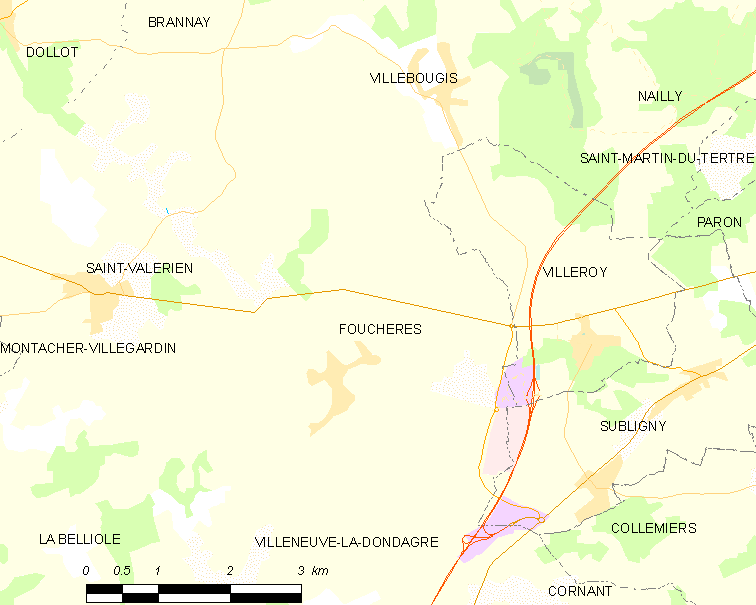
的OSM定位图

富谢尔的时区为UTC+01:00、UTC+02:00（夏令时）。

## 行政
富谢尔的邮政编码为89150，INSEE市镇编码为89180。

## 政治
富谢尔所属的省级选区为勃艮第地区加蒂奈县。

## 人口

1962-2008年间人口变化图示

富谢尔于2022年1月1日时的人口数量为460人。